# 부산 수정동 일본식 가옥
부산 수정동 일본식 가옥(釜山 水晶洞 日本式 家屋), 다른 이름 정란각(貞蘭閣), 혹은 문화공감 수정(文化共感 水晶)은 부산광역시 동구 수정동에 있는 일제강점기의 건축물이다. 2007년 7월 3일 대한민국의 국가등록문화재 제330호로 지정되었다.

## 개요

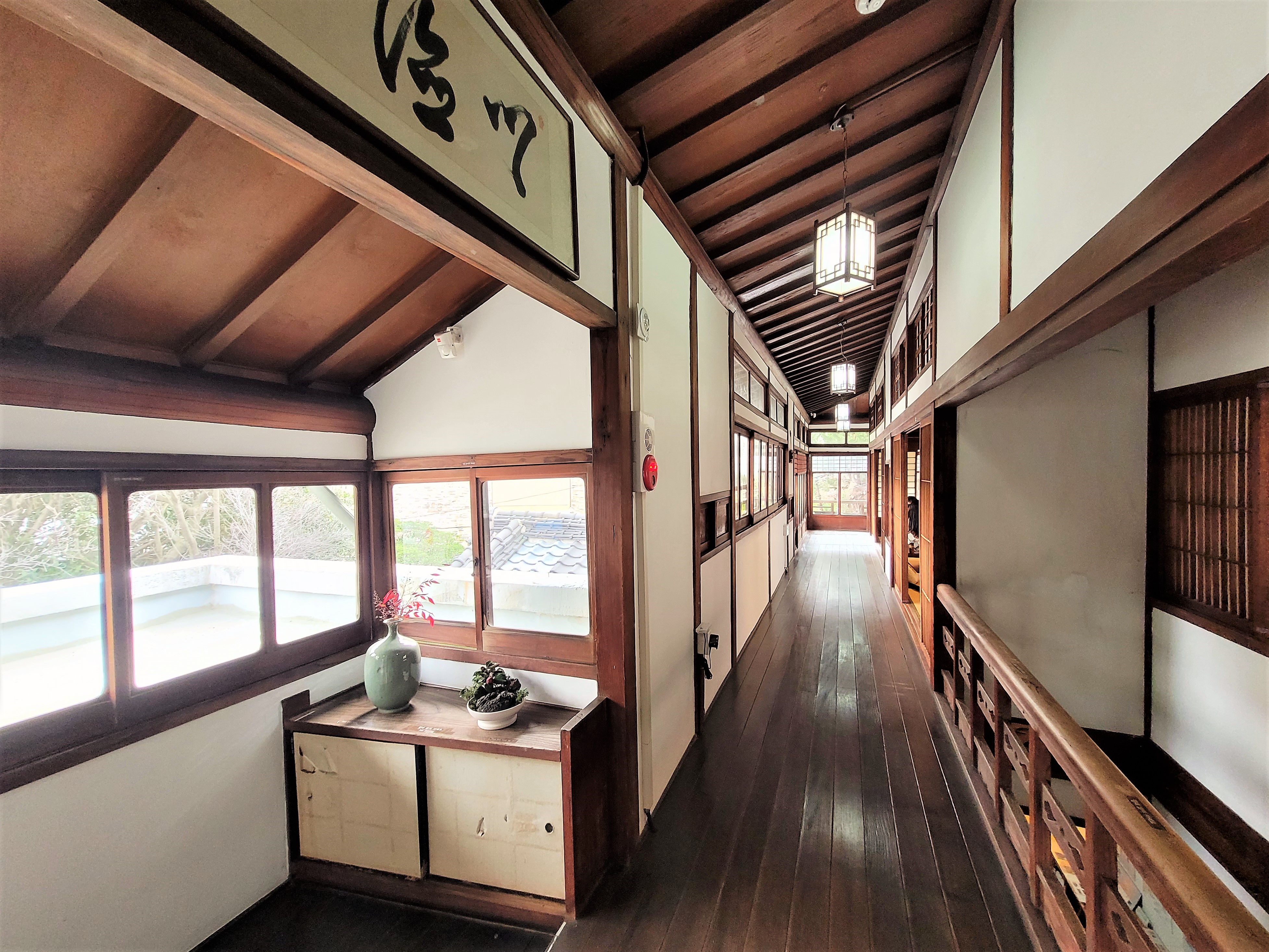
부산 수정동 일본인 가옥(정란각)의 건물 내 모습.

1943년에 건축된 일본식 건물로, 넓은 대지 안에 3칸 맞배지붕의 대문과 남향하는 몸채의 2동으로 구성되어 있다. 몸채 현관 우측부는 조적조로 마감되어 있으며, 이를 제외한 대부분은 일식 목조주택으로 건축되었다. 현재 1층은 일부 온돌방으로 개조되어 있으나 2층은 전형적인 일식주택의 엔가와와 장마루를 설치한 복도 및 다다미방이 원형대로 남아 있다. 바닥에 다다미를 시설한 실내에는 도코노마, 쯔케쇼인, 명장지, 다다미, 일식 창호문양 등 세부적인 디테일이 원형 그대로 보존되어 있는 등 고급 일본식 건물의 의장요소와 변화 있는 실내 공간구성, 특히 2층의 일본식 전통주택의 형식을 철저히 따른 실내공간구성과 치장이 매우 특징적이다.
가수 아이유의 〈밤편지〉 뮤직비디오의 배경으로 쓰이는등 유명세를 탄 수정동 일본식 가옥은 문화유산국민신탁에 의해 '문화공감 수정'이라는 명칭으로 대중에 개방되어 운영되어 왔다. 카페와 문화시설을 겸해 운영되었던 문화공감 수정은 2021년 중반을 기해 카페로서의 운영을 종료하고 전시 및 문화시설로서의 역할이 강화될 방침이다.

## 참고 자료
- 부산 수정동 일본식 가옥 - 국가유산청 국가유산포털